# 1994年ドイツ連邦議会選挙
1994年ドイツ連邦議会選挙（1994ねんドイツれんぽうぎかいせんきょ、ドイツ語: Bundestagswahl 1994）は、ドイツ連邦共和国の下院に当たる連邦議会の議員を選出するため1994年10月に行われた選挙である。

## 選挙データ
- 投票日：1994年10月16日
- 連邦首相：ヘルムート・コール（キリスト教民主同盟）…姉妹政党であるキリスト教社会同盟と自由民主党との連立政権
- 連邦議会議員定数：656（小選挙区328議席）
- 選挙制度：比例代表制（小選挙区比例代表併用制）
  - 全体議席は第2投票（政党への投票）の得票による比例配分で決定されるが、少数政党乱立を防止する観点から、比例配分されるには、第2投票で有効得票総数の5％以上を獲得するか、または第1投票（選挙区候補者への投票、最多得票を得た候補が当選）で3人以上の当選者を出すかのいずれかの要件を満たさなければならない。なお選挙区議席が比例配分議席を上回った場合は、その分は超過議席となる。
- 選挙権と被選挙権：いずれも18歳以上のドイツ国民に与えられる。

## 選挙結果
- 有権者数：60,452,009名
- 投票率：79.0%
- 投票者数：47,737,999名
- 有効票数：46,949,356票

|                          |                         |                                |            |            |            |            |           |            |
| 党派                     | 党派                    | 党派                           | 候補者投票 | 候補者投票 | 政党投票   | 政党投票   | 議席数    | 議席数     |
| 党派                     | 党派                    | 党派                           | 得票数     | 得票率 (%) | 得票       | 得票率 (%) | 全体 議席 | （選挙区） |
|                          | CDU/CSU                 | ドイツキリスト教民主同盟 (CDU) | 17,473,325 | 37.2       | 16,089,960 | 34.2       | 244       | 177        |
| キリスト教社会同盟 (CSU) | CDU/CSU                 | 3,657,627                      | 7.8        | 3,427,196  | 7.3        | 50         | 44        |            |
| CDU/CSU 小計             | CDU/CSU                 | 21,130,952                     | 45.0       | 19,517,156 | 41.4       | 294        | 221       |            |
|                          | ドイツ社会民主党（SPD)  | ドイツ社会民主党（SPD)         | 17,966,813 | 38.3       | 17,140,354 | 36.4       | 252       | 103        |
|                          | 同盟90/緑の党（B90/Gr） | 同盟90/緑の党（B90/Gr）        | 3,037,902  | 6.5        | 3,424,315  | 7.3        | 49        | 0          |
|                          | 自由民主党（FDP)        | 自由民主党（FDP)               | 1,558,185  | 3.3        | 3,258,407  | 6.9        | 47        | 0          |
|                          | 民主社会党 (PDS)        | 民主社会党 (PDS)               | 1,920,420  | 4.1        | 2,066,176  | 4.4        | 30        | 4          |
| 議席合計                 | 議席合計                | 議席合計                       | 議席合計   | 議席合計   | 議席合計   | 議席合計   | 672       | 328        |

選挙の前後での党派別議席構成

CDU/CSUは294議席と、大勝した前回選挙より、25議席を減らしたがライバルのSPDに42議席差をつけて第1党を維持した。一方FDPは47議席と、同盟90/緑の党に抜かれて第4勢力に後退した。しかし連立与党全体としては341議席とかろうじて過半数を守り、コール首相は、5期続けて首相の座に就くこととなった。PDSは第2得票では4.1％と議席配分資格の得票率5％を下回ったが、選挙区において4議席を獲得したことで議席配分（選挙区で3名以上が当選）の資格を得て30議席を獲得した（前回90年選挙は東西地域で別々に5％条項が適用され17議席を獲得）。